# Eusandalum coronatum
Eusandalum coronatum är en stekelart som först beskrevs av Thomson 1876.  Eusandalum coronatum ingår i släktet Eusandalum och familjen hoppglanssteklar. Arten är reproducerande i Sverige. Inga underarter finns listade i Catalogue of Life.